# Ulco de Vries
Ulco de Vries (Huizum, 26 september 1896 – Zwolle, 23 juli 1960) was een Nederlands politicus van de ARP.
Hij werd geboren in de gemeente Leeuwarderadeel als zoon van Franciscus Johannes de Vries (1866-1955; boekhouder) en Jansje Christina Regnerij (1867-1929). Hij was werkzaam bij de provinciale griffie van Friesland voor hij rond 1918 ging werken bij de gemeentesecretarie van Dordrecht. Hij heeft het daar gebracht tot commies 1e klasse. In 1938 werd De Vries benoemd tot burgemeester van Doornspijk. Tijdens dat burgemeesterschap overleed hij in 1960 op 63-jarige leeftijd.